# Bass Brothers
I Bass Brothers sono un duo di produttori discografici statunitensi composto da Mark e Jeff Bass.

## Carriera
Il duo, originario di Detroit e attivo dal 1984, è conosciuto principalmente per aver lanciato il rapper Eminem fin dall'esordio The Slim Shady EP (1997) attraverso l'etichetta discografica Web Entertainment.
Hanno collaborato anche con Soul Intent, Tony Yayo, D12, T.I. e George Clinton.
Sono attivi anche con la Bassmint Productions, la F.B.T. Productions LLC e la Mashin' Duck Records.